# Allen Bula
Pour les articles homonymes, voir Bula.
Allen Bula, né le 4 janvier 1965 à Gibraltar, est un footballeur gibraltarien reconverti en entraîneur. Il est l'oncle de Danny Higginbotham, footballeur professionnel.

## Biographie

### Carrière de joueur
Allen Bula joue en faveur de Gibraltar United, de St Joseph's et de Glacis United.

### Carrière d'entraîneur
Entre 2002 et 2010, il était l'entraîneur du centre de formation de l'équipe slovaque de première division le MFK Košice.
Il est ensuite le sélectionneur de l'équipe de Gibraltar de football depuis novembre 2010. En 2013, son contrat est prolongé jusqu'en 2016. 
Gibraltar joue son premier match officiel contre la Slovaquie le 19 novembre 2013, qui se solde par un score nul et vierge, ce qui constitue déjà une performance et en 2014, l'équipe va jouer les éliminatoires du championnat d'Europe de football 2016, ce qui constituera les premiers éliminatoires d'une compétition internationale.

## Statistiques

### Statistiques d'entraîneur
Le tableau suivant récapitule les statistiques d'Allen Bula durant son mandat de sélectionneur de l'équipe de Gibraltar.
| Saison      | Équipe              | Matchs | Victoires | Nuls | Défaites | Vic.%  | Nul.%   | Déf.%   |
| 2013 - 2015 | Équipe de Gibraltar | 9      | 1         | 2    | 6        | 11,1 % | 22,22 % | 66,67 % |